# Chloreuptychia herse
Chloreuptychia herse är en fjärilsart som beskrevs av Pieter Cramer 1775. Chloreuptychia herse ingår i släktet Chloreuptychia och familjen praktfjärilar. Inga underarter finns listade i Catalogue of Life.